# Tossal Figuera
El Tossal Figuera és una muntanya de 396 metres que es troba al municipi de l'Espluga Calba, a la comarca catalana de les Garrigues.